# Domnall Brecc
Domnall Brecc (Donald Piegus) – król Dalriady od około 629 do 642, syn Eochaida Buide.
Pierwsze wzmianki dotyczące jego osoby pojawiają się w Kronikach Tigernach i mówią o jego udziale w bitwie pod Cend Delgthen (prawdopodobnie w środkowej Irlandii), jako sojusznik Connala Guthbin z klanu Cholmáin, jest to jedyna znana bitwa w której opowiedział się po zwycięskiej stronie.
Domnall poniósł cztery porażki po zerwaniu sojuszu z klanem Cenél Conaill z Uí Néill.
W Irlandii Domnall oraz jego sojusznik Congal Cáech z Dál nAraidi zostali pokonani przez Domnalla mac Áedo z klanu Cenél Conaill ówczesnego Wielkiego Króla Irlandii w bitwie Bitwie pod Mag Rath (obecnie Moira) w 637 Został również pokonany przez Piktów w 635 oraz 638 i na koniec przez Eugeina I z Alt Clut pod Strathcarron w roku 642 gdzie też poległ.
Jego następcą został syn, Domangart mac Domnaill, jego drugi syn Cathasach, zmarł około 650.